# Unterseeboot 214
Le Unterseeboot 214 (ou U-214) est un sous-marin allemand (U-Boot) de type VII.D utilisé par la Kriegsmarine (marine de guerre allemande) pendant la Seconde Guerre mondiale.

## Historique
Mis en service le 1er novembre 1941, l'Unterseeboot 214 suit son temps d'entraînement initial à la 5. Unterseebootsflottille à Kiel en Allemagne jusqu'au 30 avril 1942, puis il rejoint son unité de combat à la 9. Unterseebootsflottille à Brest.
Il réalise sa première patrouille, quittant le port d'Heligoland le 26 janvier 1942 sous les ordres de l'Oberleutnant zur See Günther Reeder. Après trois jours de mer, l'U-214 atteint le port de Kristiansand le 20 mai 1942. Le lendemain, il quitte Kristiansand pour rejoindre treize jours plus tard la base sous-marine de Brest le 2 juin 1942. Puis le 3 juin 1942, il appareille de Lorient pour rejoindre la base sous-marine de Brest le 4 juin 1942.
L'Unterseeboot 214 effectue dix patrouilles durant lesquelles il coule trois navires marchands pour un total de 18 266 tonneaux, 1 navire de guerre de 1 525 tonnes et a endommagé 1 navire marchand de 6 507 tonneaux, 1 navire de guerre auxiliaire de 10 522 tonneaux au cours de 422 jours en mer.
Sa dixième patrouille part de la base sous-marine de Brest le 22 juillet 1942 sous les ordres de l'Oberleutnant zur See Gerhard Conrad. Après cinq jours en mer, l'U-214 est coulé le 26 juillet 1944 dans la Manche au sud-est d'Eddystone à la position géographique de 49° 58′ N, 3° 30′ O par des charges de profondeur lancées par la frégate britannique HMS Cooke. 
La totalité des 48 membres d'équipage meurt dans cette attaque.

## Affectations
- 5. Unterseebootsflottille du 1er novembre 1941 au 30 avril 1942 (entraînement)
- 9. Unterseebootsflottille du 1er mai 1942 au 26 juillet 1944 (service actif)

## Commandement
- Kapitänleutnant Günther Reeder du 1er novembre 1941 au 10 mai 1943
- Oberleutnant zur See Rupprecht Stock du 7 mai au 10 mai 1943
- Oberleutnant zur See  Rupprecht Stock du 11 mai à juillet 1943
- Kapitänleutnant Rupprecht Stock du 29 juillet 1943 à juillet 1944
- Oberleutnant zur See Gerhard Conrad de juillet au 26 juillet 1944

## Patrouilles
|       | Commandant             | Départ           | Départ       | Arrivée          | Arrivée      | Jours     | Succès   |
| ----- | ---------------------- | ---------------- | ------------ | ---------------- | ------------ | --------- | -------- |
| 1     | Oblt. Günther Reeder   | 18 mai 1942      | Kiel         | 20 mai 1942      | Kristiansand | 3 jours   |          |
|       | Oblt. Günther Reeder   | 21 mai 1942      | Kristiansand | 2 juin 1942      | Lorient      | 13 jours  |          |
|       | Kptlt. Günther Reeder  | 3 juin 1942      | Lorient      | 4 juin 1942      | Brest        | 2 jours   |          |
| 2     | Kptlt. Günther Reeder  | 13 juin 1942     | Brest        | 17 juin 1942     | Lorient      | 5 jours   |          |
|       | Kptlt. Günther Reeder  | 17 juin 1942     | Lorient      | 18 juin 1942     | Brest        | 2 jours   |          |
| 3     | Kptlt. Günther Reeder  | 9 août 1942      | Brest        | 9 octobre 1942   | Brest        | 62 jours  | 24 392   |
| 4     | Kptlt. Günther Reeder  | 30 novembre 1942 | Brest        | 24 février 1943  | Brest        | 87 jours  | 4 426    |
| 5     | Kptlt. Günther Reeder  | 4 mai 1943       | Brest        | 10 mai 1943      | Brest        | 7 jours   |          |
| 6     | Oblt. Rupprecht Stock  | 18 mai 1943      | Brest        | 26 juin 1943     | Brest        | 40 jours  | 6 507    |
| 7     | Oblt. Rupprecht Stock  | 22 août 1943     | Brest        | 30 novembre 1943 | Brest        | 101 jours | 1 525    |
| 8     | Oblt. Rupprecht Stock  | 12 février 1944  | Brest        | 15 février 1944  | Brest        | 4 jours   |          |
|       | Oblt. Rupprecht Stock  | 19 février 1944  | Brest        | 29 avril 1944    | Brest        | 71 jours  |          |
| 9     | Kptlt. Rupprecht Stock | 11 juin 1944     | Brest        | 14 juin 1944     | Brest        | 4 jours   |          |
|       | Kptlt. Rupprecht Stock | 17 juin 1944     | Brest        | 2 juillet 1944   | Brest        | 16 jours  |          |
| 10    | Oblt. Gerhard Conrad   | 22 juillet 1944  | Brest        | 26 juillet 1944  | Coulé        | 5 jours   |          |
| Total | Total                  | Total            | Total        | Total            | Total        | 422 jours | 36 850 t |

Note : Oblt. = Oberleutnant zur See - Kptlt. = Kapitänleutnant

### Opérations Wolfpack
L'U-214 a opéré avec les Wolfpacks (meute de loups) durant sa carrière opérationnelle:
1. Blücher (14 août 1942 - 28 août 1942)
2. Iltis (6 septembre 1942 - 23 septembre 1942)

## Navires coulés
L'Unterseeboot 214 a coulé 3 navires marchands pour un total de 18 266 tonneaux, 1 navire de guerre de 1 525 tonnes et a endommagé 1 navire marchand de 6 507 tonneaux, 1 navire de guerre auxiliaire de 10 522 tonneaux au cours des 10 patrouilles (422 jours en mer) qu'il effectua.
| Date             | Navire       | Pavillon    | Tonnage | Fait             |
| ---------------- | ------------ | ----------- | ------- | ---------------- |
| 18 août 1942     | Balingkar    | Pays-Bas    | 6 318   | Coulé            |
| 18 août 1942     | Hatarana     | Royaume-Uni | 7 522   | Coulé            |
| 18 août 1942     | HMS Cheshire | Royaume-Uni | 10 552  | Endommagé        |
| 30 décembre 1942 | Paderwski    | Pologne     | 4 426   | Coulé            |
| 20 juin 1943     | Santa Maria  | USA         | 6 507   | Endommagé (mine) |
| 14 octobre 1943  | USS Dorado   | USA         | 1 525   | Coulé (mine)     |

### Référence
1. ↑  http://uboat.net/boats/successes/u214/html

### Source
- (en) Cet article est partiellement ou en totalité issu de l’article de Wikipédia en anglais intitulé « German submarine U-214 » (voir la liste des auteurs).